# Pseudione borealis
Pseudione borealis är en kräftdjursart som beskrevs av R. Caspers 1939. Pseudione borealis ingår i släktet Pseudione och familjen Bopyridae. Arten är reproducerande i Sverige. Inga underarter finns listade i Catalogue of Life.